# HC Velká Radouň
HC Velká Radouň (celým názvem: Hockey Club Velká Radouň) byl český klub ledního hokeje, který sídlil v obci Kostelní Radouň v Jihočeském kraji. Založen byl v roce 1963 jako oddíl ledního hokeje TJ Velká Radouň. Jihočeský krajský přebor hrála Velká Radouň nepřetržitě od roku 1993 až do svého zániku. 
Původně hrál svoje domácí zápasy na přírodním kluzišti v Okrouhlé Radouni. Na konci 90. let 20. století, ale musel změnit působiště a začal hrát v azylu v Jindřichově Hradci.

## Přehled ligové účasti
Stručný přehled
Zdroj: 
- 2000–2009: Jihočeský krajský přebor (4. ligová úroveň v České republice)
- 2009–2012: Jihočeská krajská liga (4. ligová úroveň v České republice)

Jednotlivé ročníky
Zdroj: 
Legenda: ZČ - základní část, červené podbarvení - sestup, zelené podbarvení - postup, fialové podbarvení - reorganizace, změna skupiny či soutěže
| Česko (2000 – 2012) |                          |           |           |                                       |                     |
| Sezóny              | Soutěž                   | Úroveň    | ZČ        | Play-off, nadstavba, sk. o udržení... | Poznámky            |
| 2000/01             | Jihočeský krajský přebor | 4. úroveň | 10. místo |                                       |                     |
| 2001/02             | Jihočeský krajský přebor | 4. úroveň | ?. místo  |                                       |                     |
| 2002/03             | Jihočeský krajský přebor | 4. úroveň | ?. místo  |                                       |                     |
| 2003/04             | Jihočeský krajský přebor | 4. úroveň | 7. místo  | Zápas o 5. místo (prohra)             |                     |
| 2004/05             | Jihočeský krajský přebor | 4. úroveň | 6. místo  | Čtvrtfinále                           |                     |
| 2005/06             | Jihočeský krajský přebor | 4. úroveň | 9. místo  |                                       |                     |
| 2006/07             | Jihočeský krajský přebor | 4. úroveň | 11. místo |                                       |                     |
| 2007/08             | Jihočeský krajský přebor | 4. úroveň | 5. místo  | Finále                                |                     |
| 2008/09             | Jihočeský krajský přebor | 4. úroveň | 8. místo  | Čtvrtfinále                           | Změna názvu soutěže |
| 2009/10             | Jihočeská krajská liga   | 4. úroveň | 5. místo  | Čtvrtfinále                           |                     |
| 2010/11             | Jihočeská krajská liga   | 4. úroveň | 5. místo  | Semifinále                            |                     |
| 2011/12             | Jihočeská krajská liga   | 4. úroveň | 12. místo |                                       |                     |